# 考夫博伊伦
考夫博伊伦（德語：Kaufbeuren，發音：[kaʊfˈbɔʏʁən] ⓘ）是德国巴伐利亚州施瓦本行政区的非县辖城市，面积40.02平方千米，2023年12月31日人口46,386人。
考夫博伊伦完全被东阿尔高县包围在内。當地有一個德国空军训练场。